# Вольф-Дітріх Дамеров
Вольф-Дітріх Дамеров (нім. Wolf-Dietrich Damerow; 28 травня 1919, Шведт — 21 травня 1944, Еберсвальде) — німецький офіцер-підводник, оберлейтенант-цур-зее крігсмаріне.

## Біографія
9 жовтня 1937 року вступив на флот. З травня 1940 року — вахтовий офіцер флотилії форпостенботів. З вересня 1941 по березень 1942 року пройшов курс підводника, після чого був направлений на будівництво підводного човна U-521 для вивчення його конструкції, а в червні був призначений 1-м вахтовим офіцером човна. В березні-червні 1943 року пройшов курс командира човна. З 20 червня 1943 року — командир U-106. 28 липня вийшов у свій перший і останній похід. 2 серпня U-106 був потоплений бомбардувальником «Сандерленд». Дамеров викликав підмогу і літак прогнали бомбардувальники Junkers Ju 88. 22 члени екіпажу загинули, 36 (включаючи Дамерова) вцілілі і були підібрані торпедними катерами, які також прибули на підмогу. Дамеров був важко поранений під час нальоту і зрештою помер у військовому шпиталі.

## Звання
- Кандидат в офіцери (9 жовтня 1937)
- Морський кадет (28 червня 1938)
- Фенріх-цур-зее (1 квітня 1939)
- Оберфенріх-цур-зее (1 березня 1940)
- Лейтенант-цур-зее (1 травня 1940)
- Оберлейтенант-цур-зее (1 квітня 1942)

## Нагороди
- Нагрудний знак мінних тральщиків (1940)
- Залізний хрест 2-го класу (1941)
- Нагрудний знак підводника (27 березня 1943)
- Нагрудний знак «За поранення» в сріблі (1943)